# 陸軍貯油施設

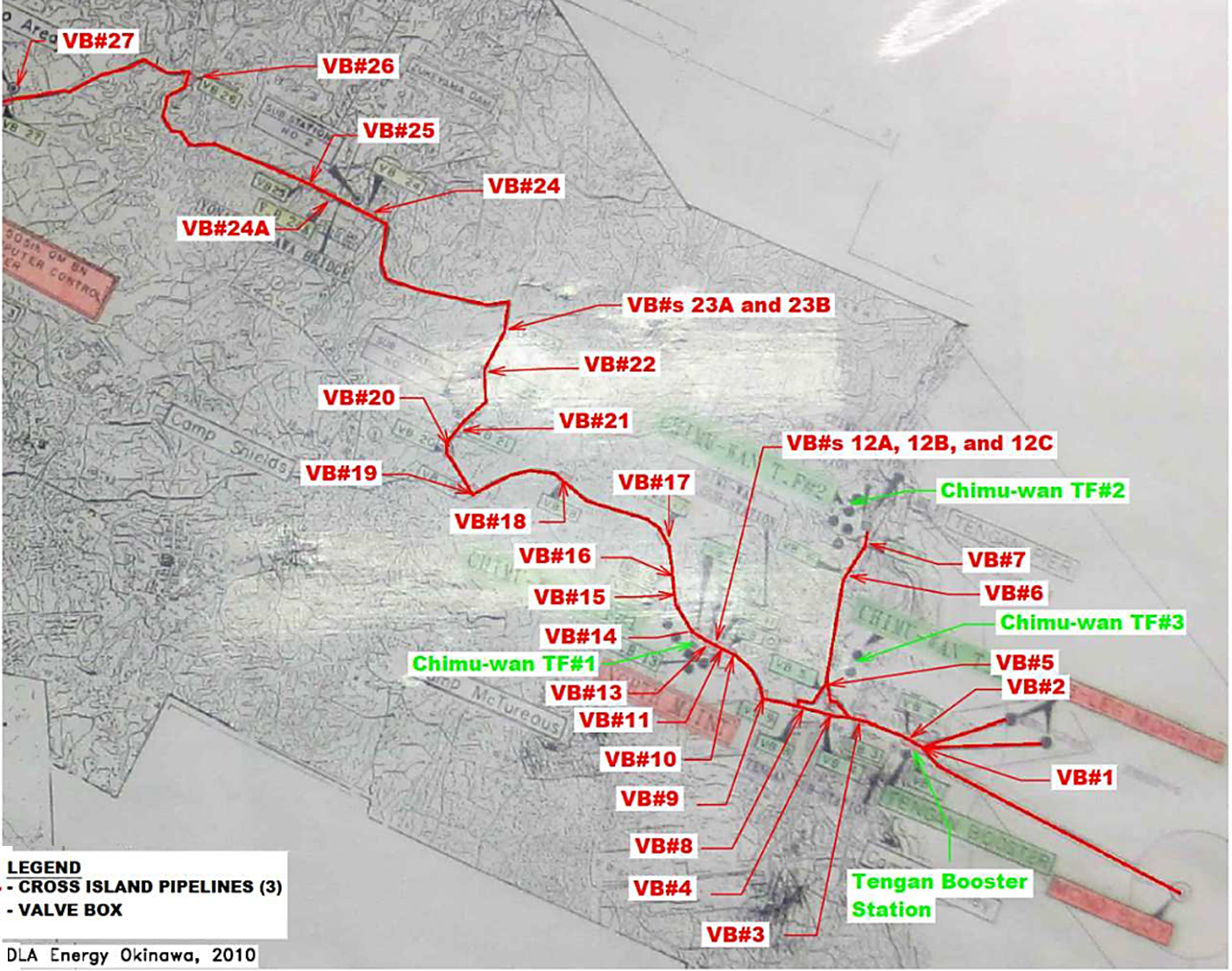
南下ライン (1): 右から天願桟橋、金武タンクファーム、天願ブースターステーションをつなぐパイプラインと各地点のガス感知器警報装置 (VB) 。下の図につながる。

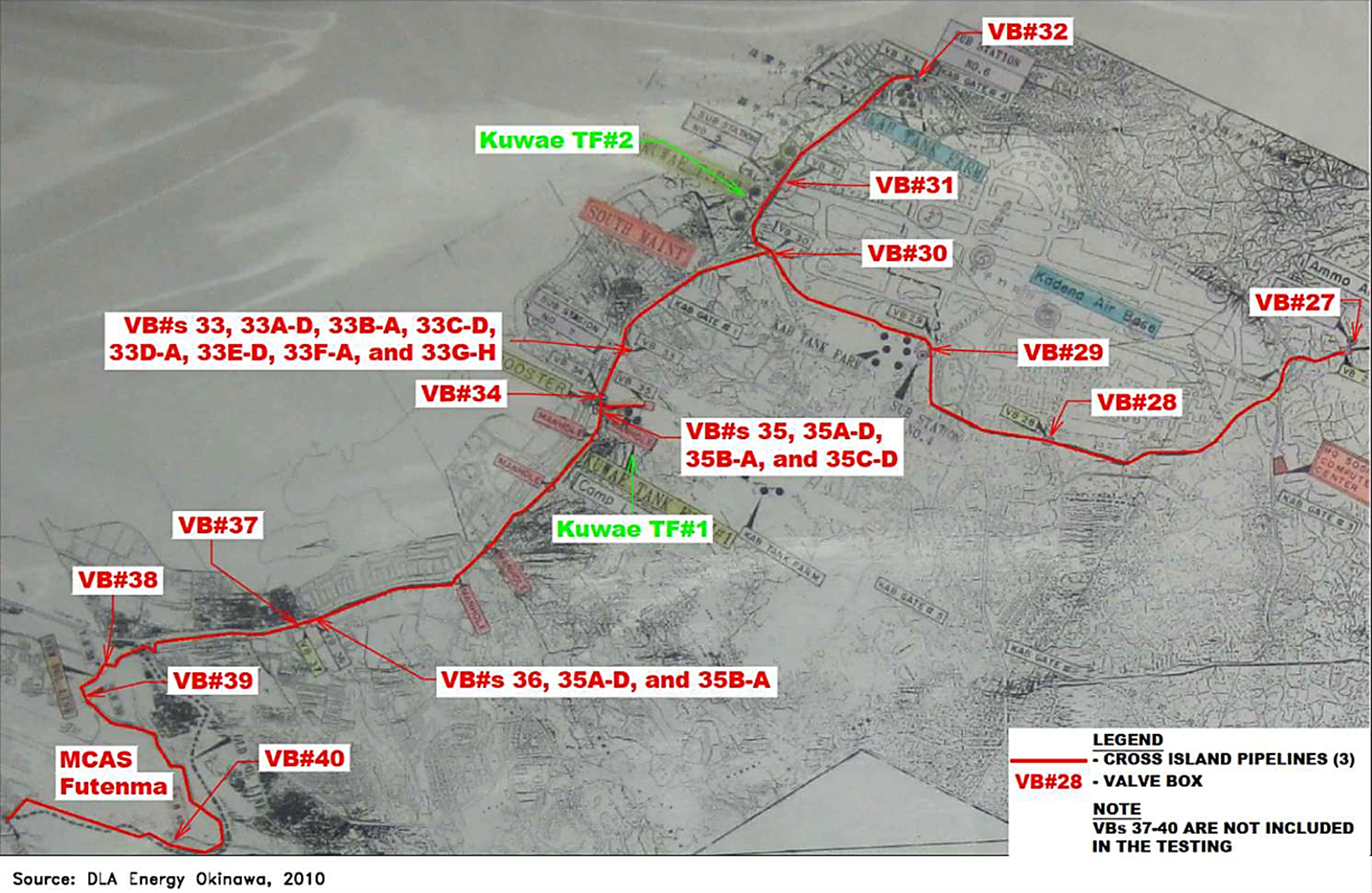
南下ライン (2): 右から嘉手納基地、キャンプ桑江、普天間飛行場などをつなぐパイプラインとガス感知器警報装置 (VB)

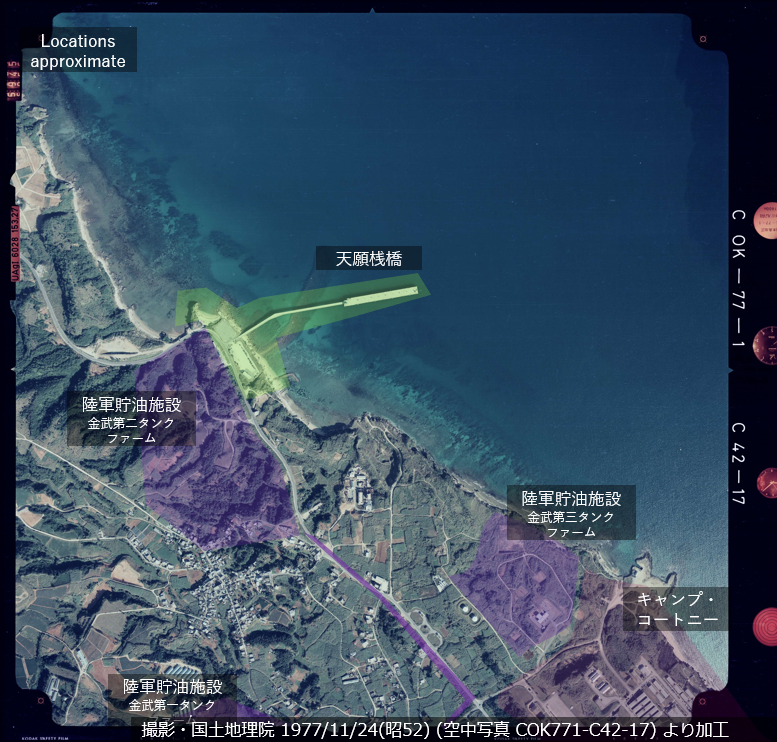
天願桟橋と金武タンクファーム

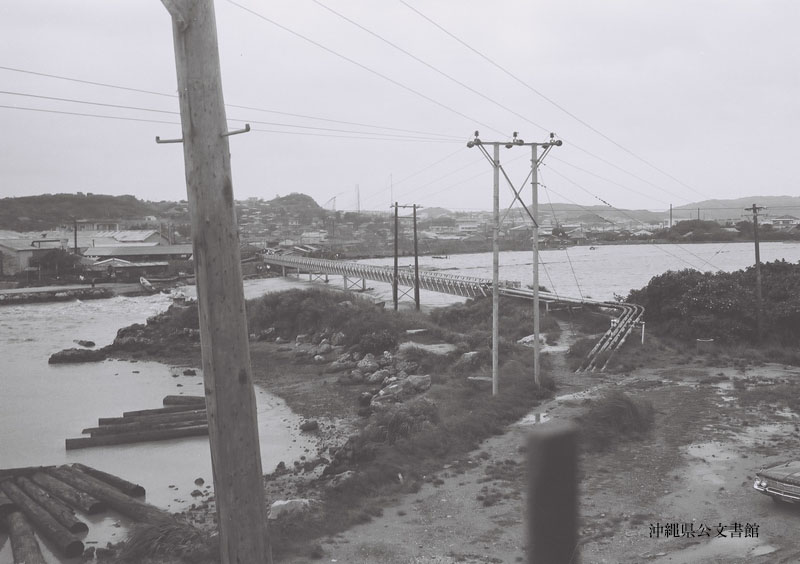
北上ライン: 地下から姿を現し漫湖を横断する壷川パイプラインは通学路にもなっていた。(1965年8月5日撮影)

陸軍貯油施設 (りくぐんちょゆしせつ) (英語 Army POL Depots; POL) は、沖縄県にある米軍基地で、沖縄戦当時からアメリカ陸軍が設立した貯油関連施設群。現在は石油タンクファームがうるま市の天願桟橋、キャンプ・コートニーに隣接する北谷町地域と、嘉手納飛行場に隣接する金武湾地域に分かれて所在する。また、貯油施設を結ぶ送油管（パイプライン）が、沖縄中南部を横断して各基地間を連結している。

## 概要

### タンク・ファーム
(1) 陸軍貯油施設は、うるま市、沖縄市、嘉手納町、北谷町、宜野湾市に広範囲にまたがっており、タンク施設は金武湾側と北谷町桑江地域の二カ所に分かれている。

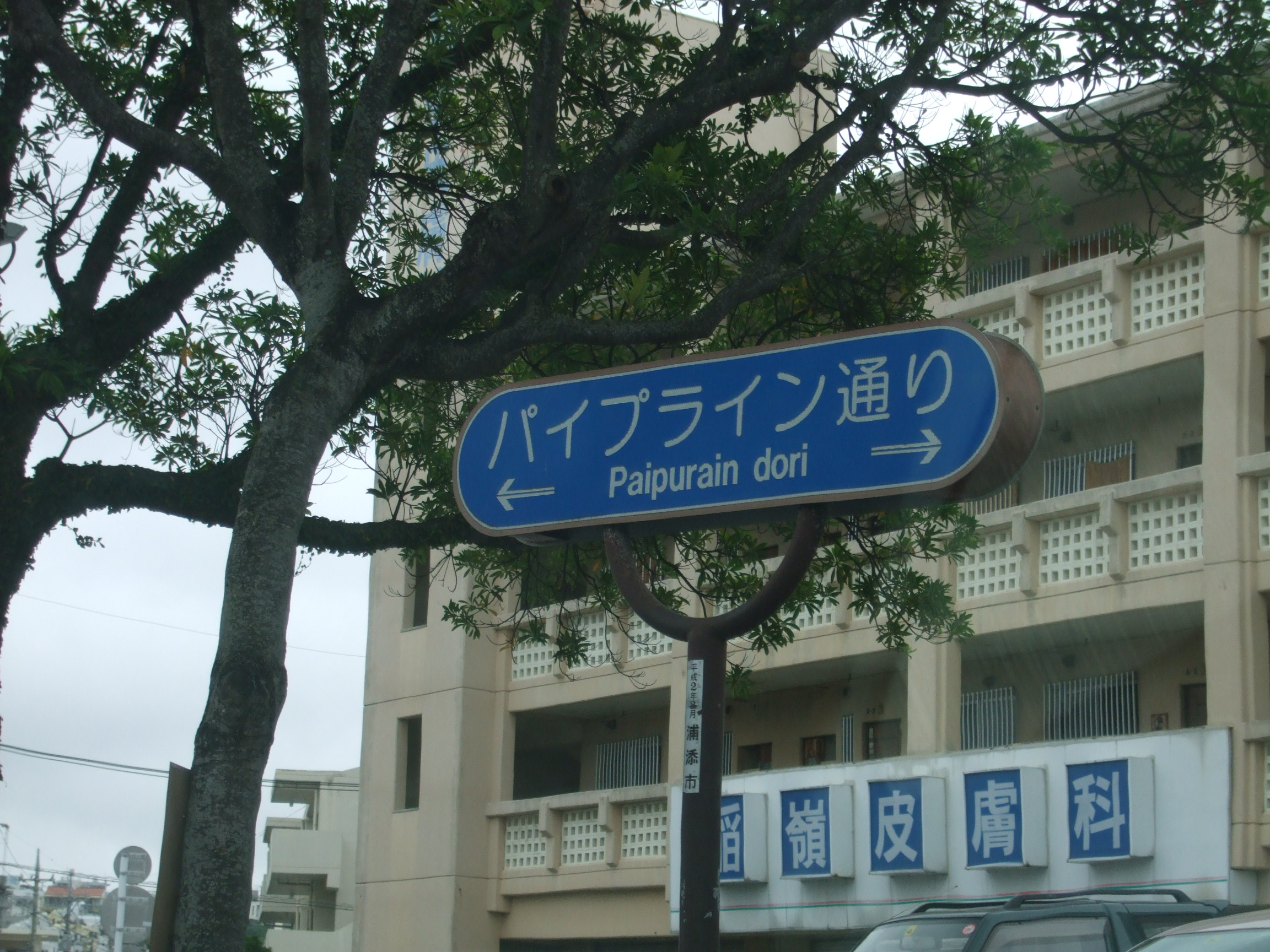
沖縄県浦添市にある県道251号那覇宜野湾線「パイプライン通り」の案内板

| 金武湾地域 | 金武第1タンク・ファーム      | 天願桟橋の山手                    |
| 金武湾地域 | 金武第2タンク・ファーム      | 天願桟橋の山手                    |
| 金武湾地域 | 金武第3タンク・ファーム      | 天願桟橋の山手                    |
| 金武湾地域 | 天願ブースター・ステーション | 天願桟橋の山手                    |
| 北谷町地域 | 桑江第1タンク・ファーム      | キャンプ桑江東側                  |
| 北谷町地域 | 桑江第2タンク・ファーム      | 嘉手納基地の海岸側                |
| 北谷町地域 | 桑江ブースター・ステーション | キャンプ桑江北側地区 (2003年返還) |

### パイプライン
(2) パイプライン (送油管施設) はこれらの施設と嘉手納弾薬庫地区や嘉手納飛行場などと連結しうるま市、沖縄市、嘉手納町、北谷町、宜野湾市にまたがっている。現在稼働しているのは天願桟橋から普天間飛行場までの南下ラインである。
米国防兵站局 (DLA) が約120㎞にわたるパイプラインを運用しており、年間3億4,000ℓ以上の燃料が油送されている。送油管で運ばれる燃料の種類は、JP-4 (ジェット燃料)、MOGAS (ガソリン)、DFM (ディーゼル燃料)、Aviation Fuel (航空燃料)、JP-1 (ケロシン)、NOP (蒸留燃料) 等があり、いずれもパイプラインのほとんどが各市町の主要地・市街地を通過している。
- 北上ライン: 那覇港湾施設から嘉手納飛行場まで
- 南下ライン: 天願桟橋から嘉手納飛行場および普天間飛行場まで

北上ラインは、那覇港湾施設を始点に奥武山陸上競技場の近くで地下にもぐり、漫湖を横断して壷川から与儀大通りで与儀タンクファームと連結、ひめゆり通りを経てバイパス沿いに浦添市、宜野湾市を経て、国道58号沿いに北谷町、嘉手納町を経由し読谷補助飛行場に至る、総計約32㎞のパイプライン。
1974年に那覇港湾施設の返還合意がなされたことにより、代替タンクを金武第1、第2、第3タンク・ファームおよび桑江第1タンク・ファームに建設し、1986年に那覇港湾施設タンク地区の石油タンク18基は撤去された。那覇港湾施設の返還実現は未定のままだが、これにより北上ラインは廃止されている。
南下ラインは、金武湾沿岸の給油ポイントから天願桟橋を始点とし、金武タンクファームに連結し、うるま市と沖縄市を経由し嘉手納弾薬庫地区、嘉手納飛行場へ、そこから北谷町を通って桑江ブースターステーション、キャンプ瑞慶覧を経由し普天間飛行場に至る。
管理
- 管理部隊名：米陸軍トリイステーション基地管理本部
- 使用部隊名：米国陸軍第 505 補給大隊、その他
- 使用主目的：POL (Petroleum, oils, lubricants)  燃料・油脂・潤滑油関連設備

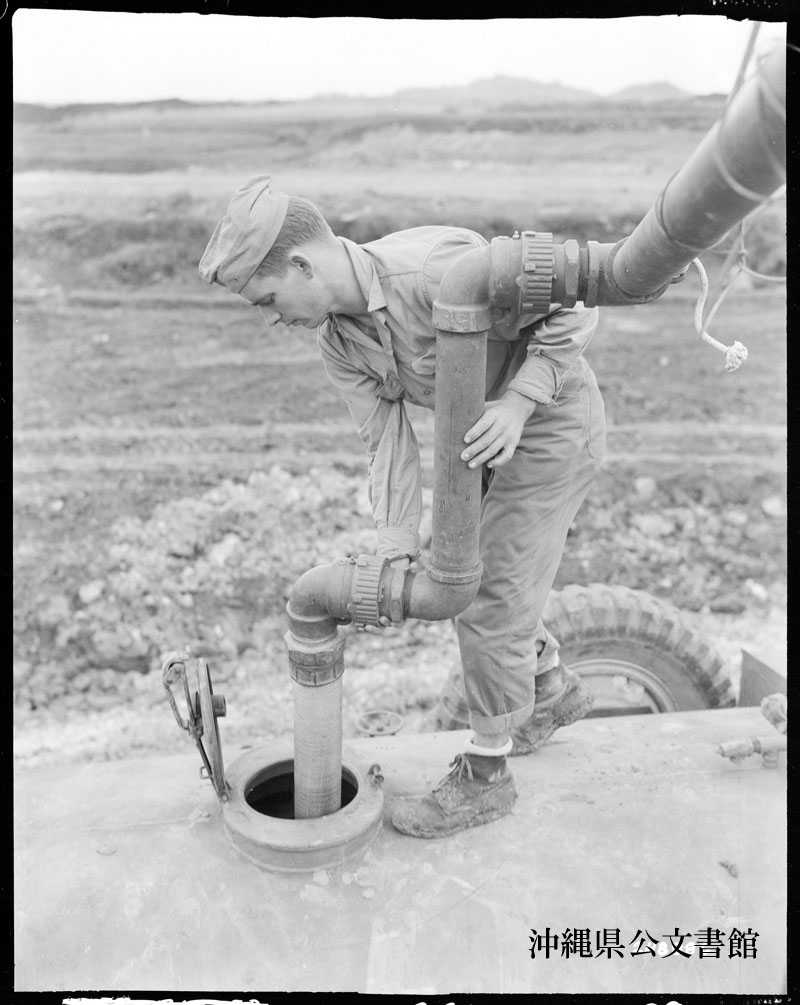
米軍は4月1日の沖縄島上陸後、すぐに兵站としてのパイプライン建設に着手した。1945年4月29日、米陸軍撮影の嘉手納飛行場につながるパイプライン。

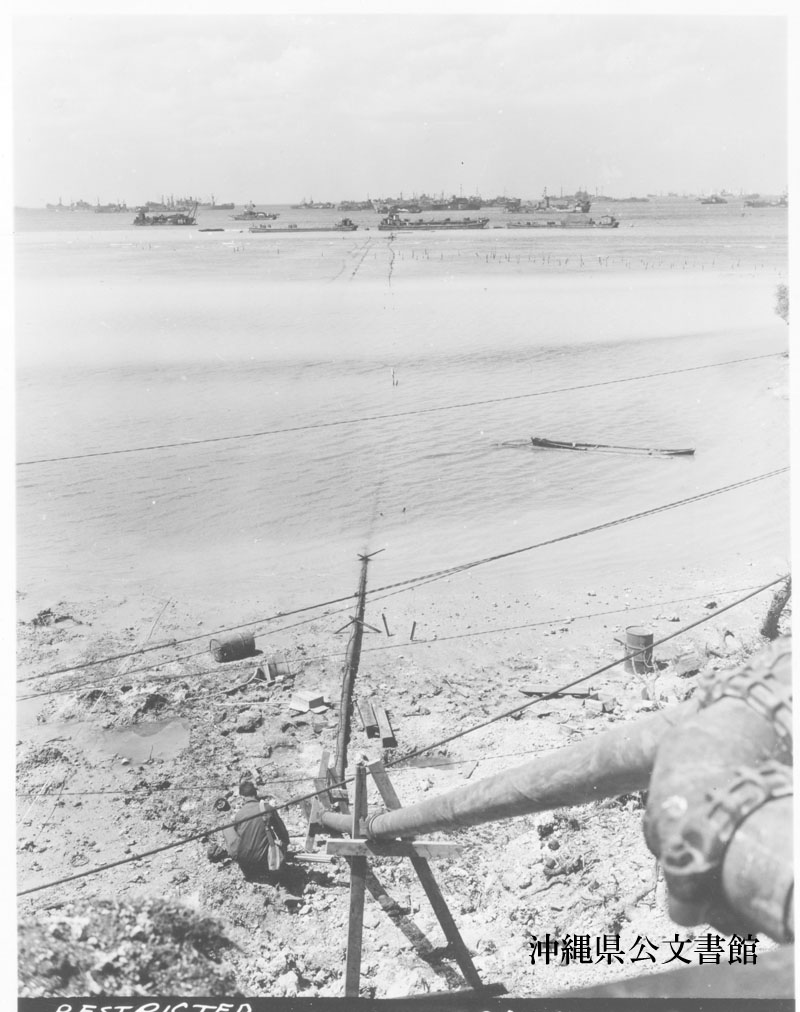
パイプラインで作業する兵士と海岸から貯蔵タンクへ石油を輸送するタンカー等 (1945年4月)

## 歴史
- 1945年4月1日に沖縄島に上陸した米軍は、早急にパイプラインとタンク敷設にとりかかる[5]。
- 1945年～52年: 嘉手納、北谷、那覇、具志川にタンク・ファームを建設。
- 昭和27年4月～28年８月月: 那覇～嘉手納、嘉手納～具志川、伊佐～普天間間にパイプライン敷設。
- 昭和47年5月15日: 沖縄返還にともない、以下の7施設が統合され、「陸軍貯油施設」とされた。

| 名称    | 名称         | 旧名称                       |              |
| FAC6076 | 陸軍貯油施設 | 金武第1タンク・ファーム      |              |
| FAC6076 | 陸軍貯油施設 | 金武第2タンク・ファーム      |              |
| FAC6076 | 陸軍貯油施設 | 金武第3タンク・ファーム      |              |
| FAC6076 | 陸軍貯油施設 | 天願ブースター・ステーション |              |
| FAC6076 | 陸軍貯油施設 | 桑江第1タンク・ファーム      |              |
| FAC6076 | 陸軍貯油施設 | 桑江第2タンク・ファーム      |              |
| FAC6076 | 陸軍貯油施設 | 桑江ブースター・ステーション | 2003年に返還 |

- 昭和49年9月: 沖縄国際海洋博覧会開催に向けての国道58号拡張工事に伴い、パイプラインを一部移設（伊佐三叉路付近、嘉手納村比謝橋～読谷補助飛行場等３カ所）。
- 昭和52年12月15日: キャンプ・へーグ約5,300㎡と砂辺陸軍補助施設約14,200㎡を統合[6]。

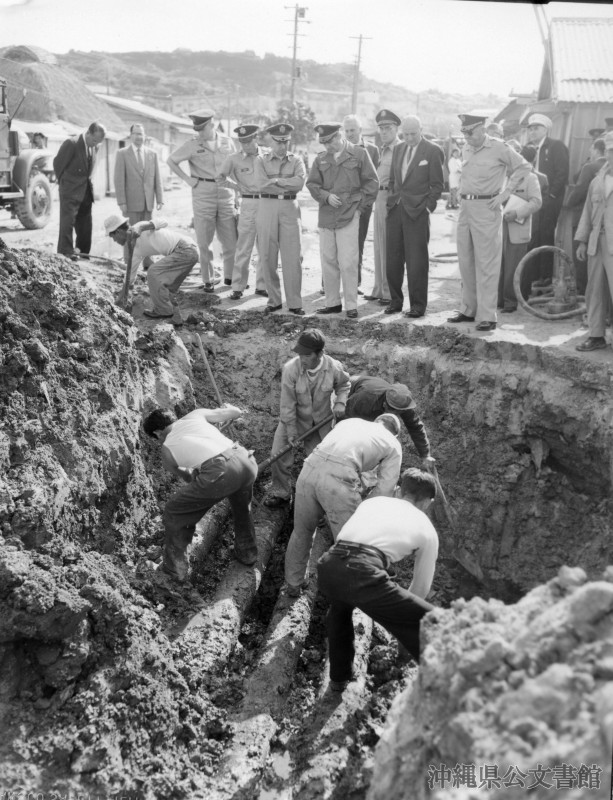
1961年の壷川パイプライン破断事故の視察

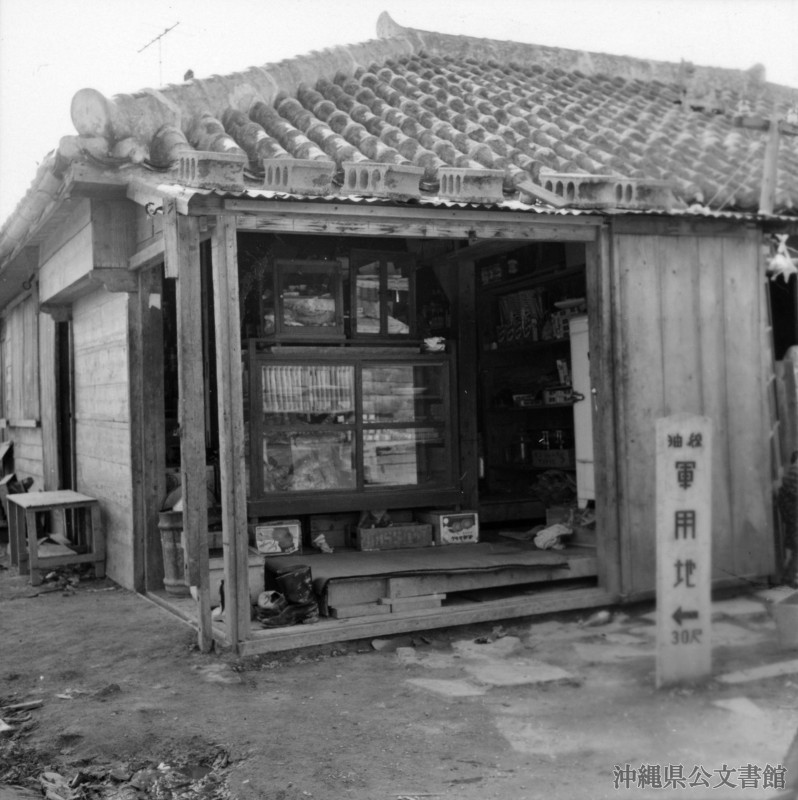
1952年には与儀 (与儀タンクファーム) を、1953年には天久一帯 (牧港住宅地区) と小禄村具志一帯 (那覇空軍・海軍補助施設) の土地を強制接収している米軍は、1961年の壷川パイプライン破断事故の現場視察で、壷川の占領地内に多くの民家が立ち並んでいることに憤りを示している。

## 汚染と事故

### パイプライン問題
陸軍貯油施設においてはパイプラインからの油流出事故が頻発している。一例として、1976年1月13日にはキャンプ･フォスター地域のバルブボックス35内部の接続部分が破損し､約200ガロンのディーゼル油が流出し、相当量が海に流出し沿岸一帯を汚染した。それから2週間もたたない26日、今度は那覇市壺川のバルブボックス12の破裂で推定16,000ℓのディーゼル油が流出。住宅密集地の排水溝から国場川に流入し、一部は那覇港海域まで広がった。県はこの年、二度にわたってパイプライン撤去を要請している。
パイプラインは那覇港湾施設と天願桟橋を始点として主要な米軍基地を動脈のように連結し、関連市町村の人口密集市街地の地下を通過しており、火災などの防災上の懸念を抱えている。またパイプラインから油流出事故が多発するなど、環境汚染の問題は深刻である。さらに、数多くのバルブボックス等の構造物が路面上に設置されており、過去には、路面中央に突き出ている巨大なバルブボックスが渋滞や事故の原因となっていた。(返還については下の返還の項目を参照)
2021年、沖縄島を横断するパイプラインについて、2014年時点で燃料漏れなどを感知するシステムの約7割に欠陥があり、機能していないことが米国防兵站局 (DLA) の検査で明らかになっていながら、そのまま放置されている実態があきらかになった。

### PFOS/PFOA 問題
2021年6月10日、金武湾タンクファーム3から有機フッ素化合物 PFOS や PFOA を含む水、およそ2400リットルが基地の外に流出した。後に、最大で国の暫定指針値より1740倍も高い濃度、県の調査では8万3000ナノグラムの高濃度の値が検出PFOSとPFOAが流出したことが発表された。また米軍が普天間第二小学校に近接する水路を使ってフッ素化合物を民間地に放出しており、2018年の米軍調査で、PFOS 2万7,000ナノグラム、PFOA 1,800ナノグラムが検出されていたいたことが明らかになった。

## 返還済み施設

### 北上パイプライン
1972年5月14日、那覇第二貯油施設 (与儀タンクファーム) が返還される。
1986年、北上ラインに関し、1974年1月に那覇港湾施設返還合意をうけ、代替タンクとして金武第１、第２、第３タンクファーム及び桑江タンクファームを新規に建設し、那覇港湾施設タンク地区のタンク18基を撤去した。これにより、実質的に北上ラインは使用廃止となる。
1990年12月、浦添市伊祖と宜野湾市伊佐を結ぶパイプラインのバルブボックス28カ所 (4.3ha) が返還され、北上ラインは完全に撤去された。このラインは、県道251号線、通称「パイプライン通り」の一部を形成していたが、道路中央にあるバルブボックスが交通渋滞や事故の原因を招き、市民生活の大きな弊害となっていた。返還によって道路中央の露出バルブボックスが撤去され、市道として整備されている。

### 桑江ブースター・ステーション
2003年3月31日、キャンプ桑江の北側返還時に、あわせて桑江ブースターステーション (11,000㎡) が返還された。

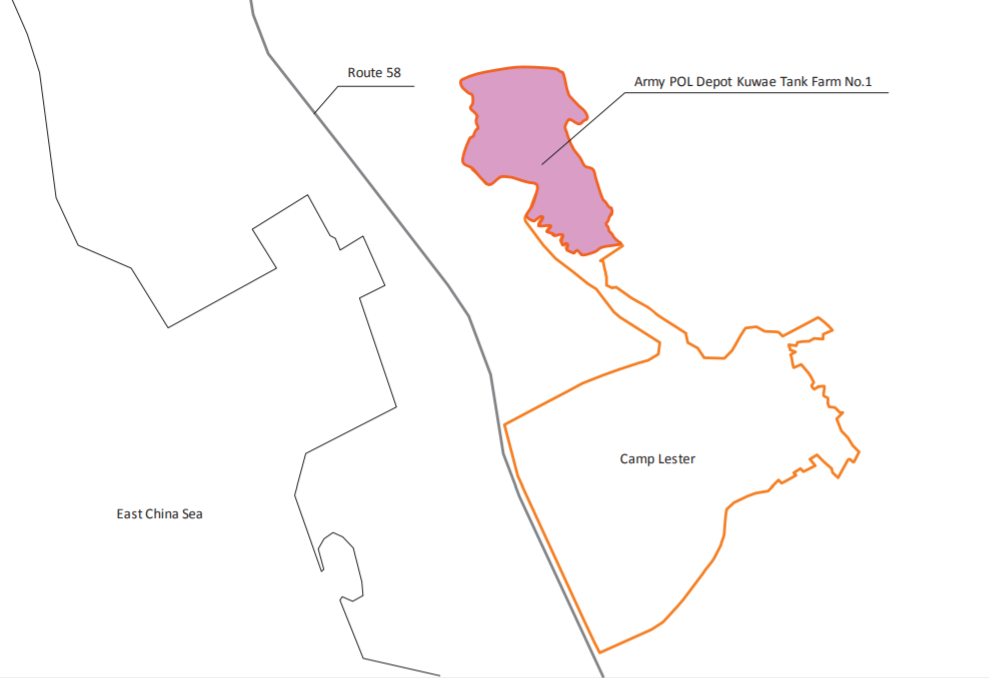
約16haの陸軍貯油施設第１桑江タンク・ファーム

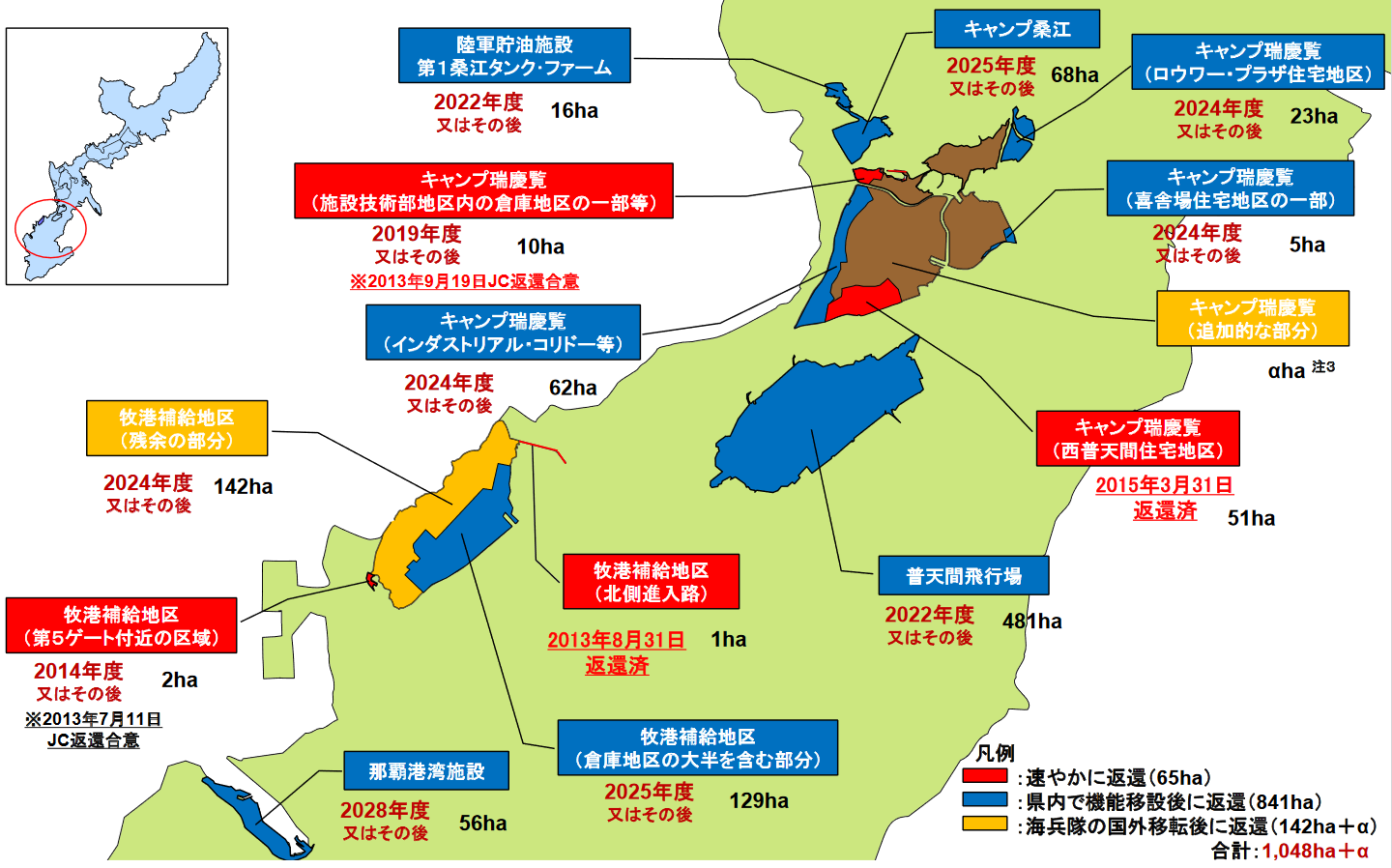
陸軍貯油施設第一タンク・ファームが対象となる嘉手納以南の基地返還計画。

## 返還予定と返還条件

### 桑江第1タンク・ファーム
2013年に安倍内閣が発表した嘉手納以南の基地返還計画では、2022年以降に第1桑江タンク・ファーム (16ha) の返還が予定されている。
【第1桑江タンク・ファーム返還合意内容】
- 区域: 約16ha (全返還)
- 返還条件:

1. 普天間飛行場の運用支援施設のキャンプ・シュワブへの移設
2. 嘉手納飛行場の運用支援施設の第2金武湾タンク・ファームへの移設
3. 管理棟及び車両燃料ポイントの第2桑江タンク・ファームへの移設

- 返還予定: 2022年度またはその後

しかし、上記に見るように、合意された返還条件が普天間飛行場のキャンプ・シュワブ=辺野古移転を前提にしたものであり、また桑江第一タンクファームが「普天間に燃料を送っている」 という機能上、普天間飛行場の移転に先行し返還されうるのかどうかが問題となっている。
パイプライン
- 漫湖を横断するパイプラインは子どもたちの通学路にもなっていた。
- 1961年3月29日、那覇市壺川パイプライン破断事故の米軍視察
- 1952年には与儀 (与儀タンクファーム) を、1953年には天久一帯 (牧港住宅地区) と小禄村具志一帯 (那覇空軍・海軍補助施設) の土地を強制接収している米軍は、1961年の壷川パイプライン破断事故の現場視察で、占領地内に多くの住民の建物が並んでいることに憤りを示している。
- 【米軍記録】「違法建築 写真は、軍用地に建設された多くの住宅や建物のうちの一つであり、先日のPOLパイプライン破断現場の壺川で撮影されたもので、POLの用地内に侵入していることがはっきりと示されている。高等弁務官室からは、用地内に建物を建てないように、また立ち退きすべき人には何度も注意を促している。」

## 参考項目
沖縄の米軍基地